# Frauentragen
Frauentragen (auch Ehefrau- oder Ehefrauentragen) ist eine Sportart, bei der Paare, die aus je einem Mann und einer Frau bestehen, Wettläufe durch einen 253,5 Meter langen Parcours bestreiten. Das Paar darf höchstens einen Gürtel mit sich führen und sich nur fortbewegen, solange die Frau vom Mann getragen wird. Der Weltrekord lag im Juli 2011 bei 55,5 Sekunden.
Inspiriert ist diese Sportart durch eine örtliche Legende des Dorfes Sonkajärvi in Finnland, nach der der Räuber Herkko Rosvo-Rinkainen Ende des 19. Jahrhunderts in den umliegenden Dörfern Frauen entführt habe, was damals eine übliche Praxis gewesen sei (siehe auch: Brautraub).

## Regeln
Nach dem International Wife Carrying Competition Rules Committee (engl. für ‚Internationales Frauentragen-Wettbewerbsregeln-Komitee‘) muss jede Wettlaufstrecke aus Rasen-, Kies- wie auch Sandteilstücken bestehen und je zwei trockene und zwei Wassergräben von rund 1 Meter Tiefe aufweisen.
Die Frau muss mindestens 17 Jahre alt sein und entweder selbst mindestens 49 Kilogramm wiegen oder mit zusätzlichen Rucksackbeschwerungen dieses Mindestgewicht erreichen. Die eheliche Verbindung eines Paares ist nicht erforderlich. In diesen Regeln hervorgehoben wird der Spaß am Sport.
Neben dem schnellsten Paar erhalten das unterhaltsamste Paar, das am besten kostümierte Paar und der stärkste Träger je einen Preis. Die vom Komitee festgesetzte Teilnahmegebühr betrug im Juli 2011 fünfzig Euro.

### Mannschaftswettbewerbe und Sprint
Spielarten des Frauentragens sind der
- Mannschaftswettbewerb mit gleichen Streckenbedingungen, jedoch tragen drei Männer abwechselnd eine Frau.
- Sprint, bei dem die Wettlaufstrecke 100 Meter lang und ein einziger Wassergraben im Weg ist. Außerdem erhalten Paare, bei denen während des Sprints die Frau herunterfällt, eine Zeitstrafe.
- Als Preis erhält der Sieger das Gewicht seiner Frau in Liter Bier

## Techniken

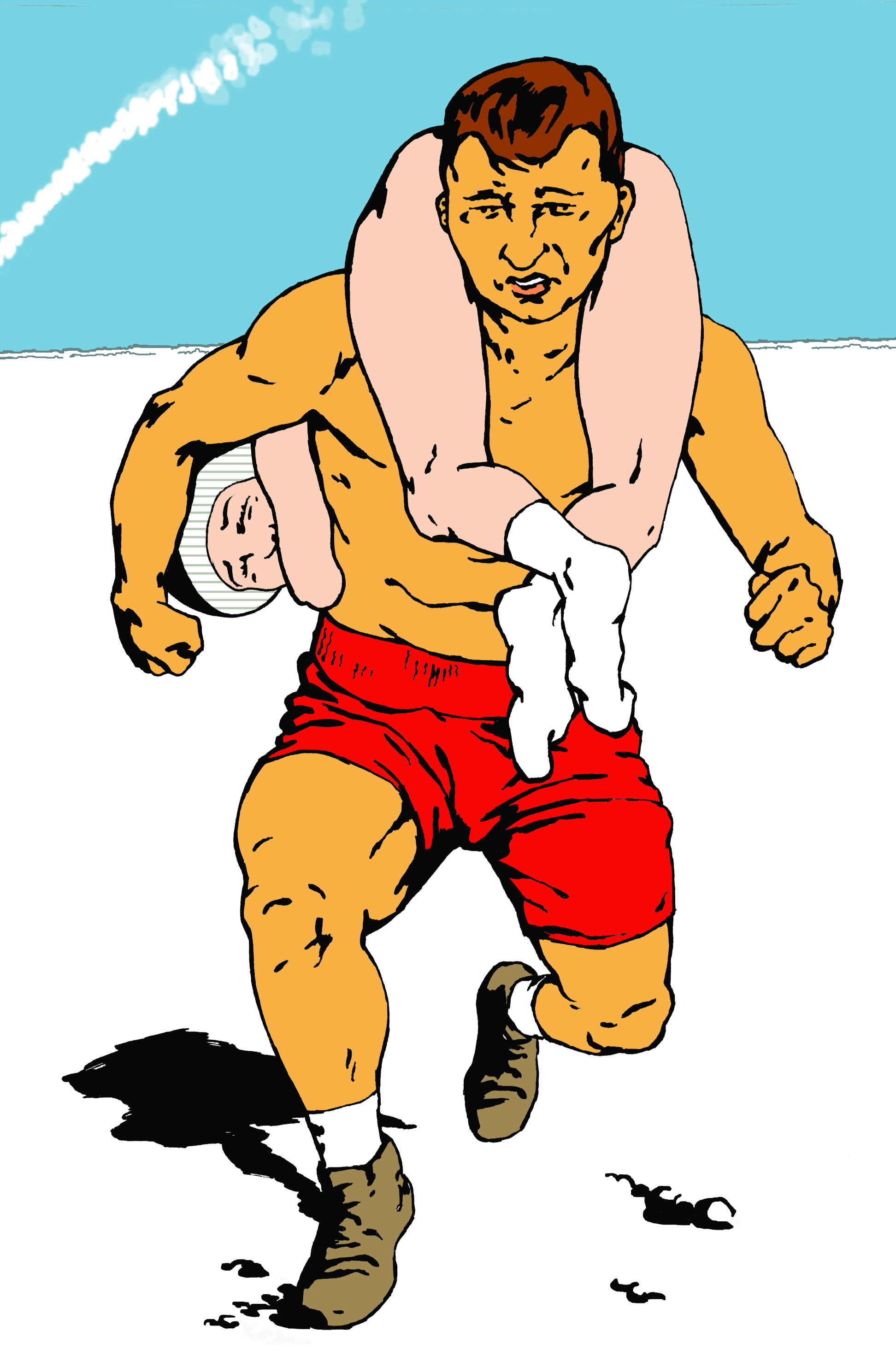
Estnische Technik, schematische Darstellung

Besonders erfolgreich waren bei der Weltmeisterschaft 2011 Paare, die die estnische Technik anwendeten. Hierbei hängt die Frau kopfüber auf dem Rücken des Mannes, ihre Oberschenkel ruhen auf seinen Schultern und ihre Beine sind vor seinem Oberkörper verschränkt.

## Meisterschaften
Seit 1992 findet in Sonkajärvi die Weltmeisterschaft im Frauentragen statt. Im Jahr 2011 wurde sie zum 16. Mal ausgetragen.
Wettbewerbe, über die auch nationale Meister ermittelt werden, gibt es in Deutschland, Irland, Österreich und den Vereinigten Staaten.